# Gonomyia extensa
Gonomyia extensa är en tvåvingeart som beskrevs av Alexander 1914. Gonomyia extensa ingår i släktet Gonomyia och familjen småharkrankar. Inga underarter finns listade i Catalogue of Life.